# شاهزاده یوجین
یوجین (如津، ؟ ~ ۱۸ میلادی) شاهزاده‌ای از گوگوریو و چهارمین پسر پادشاه یوریمیونگ و ملکه سونگ بود.
در تابستان سال هجدهم از تقویم قمری، در ماه چهارم، او بر اثر غرق‌شدن جان باخت. پادشاه یوریمیونگ از مرگ یوجین به‌شدت اندوهگین شد، دستور داد برای یافتن جسد او جست‌وجو کنند و برای یابنده، پاداشی شامل ۱۰ گون طلا و ۱۰ گیونگ زمین کشاورزی تعیین کرد..
نظریه‌ای مطرح است که یوجین همان یویول (如栗) بوده؛ نوهٔ جومونگ، پسر پادشاه یوریمیونگ و پدر پادشاه تموشین، که در کتاب «وی چین» ذکر شده است. اگر نام یوجین (如津) به اشتباه به‌جای یئورول (如律) ثبت شده باشد، در این صورت یوجین نامی مشترک با پادشاه یوریمیونگ خواهد داشت. با این حال، در منبع تاریخی دیگری با نام «کتاب تاریخ شمال»، یئولیول با عنوان دیگری یعنی «پادشاه یوریول» ذکر شده است.

## تبار
- پدربزرگ پادشاه دونگ میونگ سونگ ( ۵۸ پیش از میلاد - ۱۹ پیش از میلاد، ۳۷ پیش از میلاد - ۱۹ پیش از میلاد )
- مادربزرگ : خانم یه (خانم یه، ۳۷ پیش از میلاد ~?)
  - نایب السلطنه : پادشاه یوری ( 38 قبل از میلاد - 18 پس از میلاد، 19 قبل از میلاد - 18 پس از میلاد )
  - ملکه : ملکه سونگ،(۱۹ پیش از میلاد ~?)
    - برادر : قطع کردن (قطع کردن، ؟~ ۱ سال )
    - برادر توضیح ( ۱۲ سال تا ۹ سال )
    - برادر پادشاه تموشین ( سال چهارم ~ سال چهل و چهارم 18 ~ سال چهل و چهارم)
    - شاهزاده : یوجین (مانند گیوون‌هیون ۱۸ ساله
    - برادر کوچکتر : پادشاه مینچانگ (شاه مینجونگ، ؟~ ۴۸ سال ۴۴ سال ~ ۴۸ سال )
    - برادر کوچکتر : جائسا (再思، سال تولد و مرگ نامشخص )